# Podhorodno I
Podhorodno I (ukr. Підгородне I, ros. Подгородне I) – przystanek kolejowy w pobliżu miejscowości Podhorodno, w rejonie kowelskim, w obwodzie wołyńskim, na Ukrainie.
Przed II wojną światową istniała w tym miejscu stacja kolejowa Podhorodno.